# Collegio di Thurrock
Thurrock è un collegio elettorale situato nell'Essex, nell'Est dell'Inghilterra, e rappresentato alla Camera dei comuni del Parlamento del Regno Unito. Elegge un membro del parlamento con il sistema first-past-the-post, ossia maggioritario a turno unico; l'attuale parlamentare è Jen Craft del Partito Laburista, che rappresenta il collegio dal 2024.

## Estensione

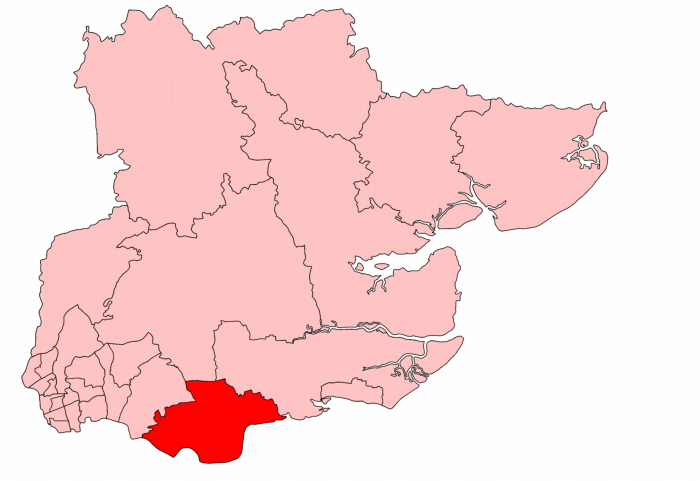
Thurrock nell'Essex, con in confini validi dal 1945 al 1950.

Thurrock dal 2010 al 2024

- 1945-1983: il distretto urbano di Thurrock.
- 1983-2010: i ward del borgo di Thurrock di Aveley, Belhus, Chadwell St Mary, East Tilbury, Grays Thurrock North, Grays Thurrock Town, Little Thurrock, Ockendon, Stifford, Tilbury e West Thurrock.
- 2010-2024: i ward del borgo di Thurrock di Aveley and Uplands, Belhus, Chadwell St Mary, Chafford and North Stifford, Grays Riverside, Grays Thurrock, Little Thurrock Blackshots, Little Thurrock Rectory, Ockendon, South Chafford, Stifford Clays, Tilbury Riverside and Thurrock Park, Tilbury St Chads, West Thurrock e South Stifford.
- dal 2024: i ward del borgo di Thurrock di Aveley and Uplands, Belhus, Chafford and North Stifford, Grays Riverside, Grays Thurrock, Little Thurrock Blackshots, Little Thurrock Rectory, Ockendon, South Chafford, Stifford Clays, Tilbury Riverside and Thurrock Park, Tilbury St Chads, West Thurrock e South Stifford.[1]

## Membri del parlamento
| Elezione | Elezione        | Deputato           | Partito      |
| -------- | --------------- | ------------------ | ------------ |
|          | 1945            | Leslie Solley      | Laburista    |
| 1950     | Hugh Delargy    |                    | Laburista    |
| 1976 (S) | Oonagh McDonald |                    | Laburista    |
|          | 1987            | Tim Janman         | Conservatore |
|          | 1992            | Andrew MacKinlay   | Laburista    |
|          | 2010            | Jackie Doyle-Price | Conservatore |
|          | 2024            | Jen Craft          | Laburista    |

## Elezioni

### Elezioni negli anni 2020
| Partito                    | Partito                                           | Candidato                  | Risultati 4 luglio 2024 | Risultati 4 luglio 2024 |
| Partito                    | Partito                                           | Candidato                  | Voti                    | %                       |
| -------------------------- | ------------------------------------------------- | -------------------------- | ----------------------- | ----------------------- |
|                            | Laburista                                         | Jen Craft                  | 16 050                  | 42,73                   |
|                            | Reform UK                                         | Sophie Preston-Hall        | 9 576                   | 25,50                   |
|                            | Conservatore                                      | Jackie Doyle-Price         | 8 009                   | 21,32                   |
|                            | Verdi                                             | Eugene McCarthy            | 1 632                   | 4,35                    |
|                            | Lib Dem                                           | Michael Bukola             | 1 157                   | 3,08                    |
|                            | Workers                                           | Yousaff Khan               | 691                     | 1,84                    |
|                            | Indipendente                                      | Raj Nimal                  | 443                     | 1,18                    |
|                            |                                                   |                            |                         |                         |
| Iscritti                   | Iscritti                                          | Iscritti                   | 73 405                  | 100,00                  |
| ↳ Votanti (% su iscritti)  | ↳ Votanti (% su iscritti)                         | ↳ Votanti (% su iscritti)  | 37 675                  | 51,32                   |
| ↳ Astenuti (% su iscritti) | ↳ Astenuti (% su iscritti)                        | ↳ Astenuti (% su iscritti) | 35 730                  | 48,68                   |
|                            |                                                   |                            |                         |                         |
|                            | Esito: collegio passa da Conservatore a Laburista |                            |                         |                         |

### Elezioni negli anni 2010
| Partito                    | Partito                                   | Candidato                  | Risultati 12 dicembre 2019 | Risultati 12 dicembre 2019 |
| Partito                    | Partito                                   | Candidato                  | Voti                       | %                          |
| -------------------------- | ----------------------------------------- | -------------------------- | -------------------------- | -------------------------- |
|                            | Conservatore                              | Jackie Doyle-Price         | 27 795                     | 58,56                      |
|                            | Laburista                                 | John Kent                  | 16 313                     | 34,37                      |
|                            | Lib Dem                                   | Stewart Stone              | 1 510                      | 3,18                       |
|                            | Indipendente                              | James Woollard             | 1 042                      | 2,20                       |
|                            | Verdi                                     | Ben Harvey                 | 807                        | 1,70                       |
|                            |                                           |                            |                            |                            |
| Iscritti                   | Iscritti                                  | Iscritti                   | 79 655                     | 100,00                     |
| ↳ Votanti (% su iscritti)  | ↳ Votanti (% su iscritti)                 | ↳ Votanti (% su iscritti)  | 47 467                     | 59,59                      |
| ↳ Astenuti (% su iscritti) | ↳ Astenuti (% su iscritti)                | ↳ Astenuti (% su iscritti) | 32 188                     | 40,41                      |
|                            |                                           |                            |                            |                            |
|                            | Esito: collegio confermato a Conservatore |                            |                            |                            |

| Partito                    | Partito                                   | Candidato                  | Risultati 8 giugno 2017 | Risultati 8 giugno 2017 |
| Partito                    | Partito                                   | Candidato                  | Voti                    | %                       |
| -------------------------- | ----------------------------------------- | -------------------------- | ----------------------- | ----------------------- |
|                            | Conservatore                              | Jackie Doyle-Price         | 19 880                  | 39,50                   |
|                            | Laburista                                 | John Kent                  | 19 535                  | 38,82                   |
|                            | UKIP                                      | Tim Aker                   | 10 112                  | 20,09                   |
|                            | Lib Dem                                   | Kevin McNamara             | 798                     | 1,59                    |
|                            |                                           |                            |                         |                         |
| Iscritti                   | Iscritti                                  | Iscritti                   | 78 144                  | 100,00                  |
| ↳ Votanti (% su iscritti)  | ↳ Votanti (% su iscritti)                 | ↳ Votanti (% su iscritti)  | 50 325                  | 64,40                   |
| ↳ Astenuti (% su iscritti) | ↳ Astenuti (% su iscritti)                | ↳ Astenuti (% su iscritti) | 27 819                  | 35,60                   |
|                            |                                           |                            |                         |                         |
|                            | Esito: collegio confermato a Conservatore |                            |                         |                         |

| Partito                    | Partito                                   | Candidato                  | Risultati 7 maggio 2015 | Risultati 7 maggio 2015 |
| Partito                    | Partito                                   | Candidato                  | Voti                    | %                       |
| -------------------------- | ----------------------------------------- | -------------------------- | ----------------------- | ----------------------- |
|                            | Conservatore                              | Jackie Doyle-Price         | 16 692                  | 33,68                   |
|                            | Laburista                                 | Polly Billington           | 16 156                  | 32,60                   |
|                            | UKIP                                      | Tim Aker                   | 15 718                  | 31,71                   |
|                            | Lib Dem                                   | Rhodri Jamieson-Ball       | 644                     | 1,30                    |
|                            | CISTA                                     | Jamie Barnes               | 244                     | 0,49                    |
|                            | Indipendente                              | Daniel Munyambu            | 79                      | 0,16                    |
|                            | All People's Party                        | Aba Kristilolu             | 31                      | 0,06                    |
|                            |                                           |                            |                         |                         |
| Iscritti                   | Iscritti                                  | Iscritti                   | 77 564                  | 100,00                  |
| ↳ Votanti (% su iscritti)  | ↳ Votanti (% su iscritti)                 | ↳ Votanti (% su iscritti)  | 49 564                  | 63,90                   |
| ↳ Astenuti (% su iscritti) | ↳ Astenuti (% su iscritti)                | ↳ Astenuti (% su iscritti) | 28 000                  | 36,10                   |
|                            |                                           |                            |                         |                         |
|                            | Esito: collegio confermato a Conservatore |                            |                         |                         |

| Partito                    | Partito                                           | Candidato                  | Risultati 6 maggio 2010 | Risultati 6 maggio 2010 |
| Partito                    | Partito                                           | Candidato                  | Voti                    | %                       |
| -------------------------- | ------------------------------------------------- | -------------------------- | ----------------------- | ----------------------- |
|                            | Conservatore                                      | Jackie Doyle-Price         | 16 869                  | 36,81                   |
|                            | Laburista                                         | Carl Morris                | 16 777                  | 36,61                   |
|                            | Lib Dem                                           | Carys Davis                | 4 901                   | 10,70                   |
|                            | BNP                                               | Emma Colgate               | 3 618                   | 7,90                    |
|                            | UKIP                                              | Clive Broad                | 3 390                   | 7,40                    |
|                            | Popoli Cristiani                                  | Arinola Araba              | 267                     | 0,58                    |
|                            |                                                   |                            |                         |                         |
| Iscritti                   | Iscritti                                          | Iscritti                   | 77 532                  | 100,00                  |
| ↳ Votanti (% su iscritti)  | ↳ Votanti (% su iscritti)                         | ↳ Votanti (% su iscritti)  | 45 822                  | 59,10                   |
| ↳ Astenuti (% su iscritti) | ↳ Astenuti (% su iscritti)                        | ↳ Astenuti (% su iscritti) | 31 710                  | 40,90                   |
|                            |                                                   |                            |                         |                         |
|                            | Esito: collegio passa da Laburista a Conservatore |                            |                         |                         |

### Elezioni negli anni 2000
| Partito                    | Partito                                | Candidato                  | Risultati 5 maggio 2005 | Risultati 5 maggio 2005 |
| Partito                    | Partito                                | Candidato                  | Voti                    | %                       |
| -------------------------- | -------------------------------------- | -------------------------- | ----------------------- | ----------------------- |
|                            | Laburista                              | Andrew MacKinlay           | 20 636                  | 47,23                   |
|                            | Conservatore                           | Garry Hague                | 14 261                  | 32,64                   |
|                            | Lib Dem                                | Earnshaw Palmer            | 4 770                   | 10,92                   |
|                            | BNP                                    | Nick Geri                  | 2 526                   | 5,78                    |
|                            | UKIP                                   | Carol Jackson              | 1 499                   | 3,43                    |
|                            |                                        |                            |                         |                         |
| Iscritti                   | Iscritti                               | Iscritti                   | 79 584                  | 100,00                  |
| ↳ Votanti (% su iscritti)  | ↳ Votanti (% su iscritti)              | ↳ Votanti (% su iscritti)  | 43 692                  | 54,90                   |
| ↳ Astenuti (% su iscritti) | ↳ Astenuti (% su iscritti)             | ↳ Astenuti (% su iscritti) | 35 892                  | 45,10                   |
|                            |                                        |                            |                         |                         |
|                            | Esito: collegio confermato a Laburista |                            |                         |                         |

| Partito                    | Partito                                | Candidato                  | Risultati 7 giugno 2001 | Risultati 7 giugno 2001 |
| Partito                    | Partito                                | Candidato                  | Voti                    | %                       |
| -------------------------- | -------------------------------------- | -------------------------- | ----------------------- | ----------------------- |
|                            | Laburista                              | Andrew MacKinlay           | 21 121                  | 56,53                   |
|                            | Conservatore                           | Mike Penning               | 11 124                  | 29,77                   |
|                            | Lib Dem                                | John Lathan                | 3 846                   | 10,29                   |
|                            | UKIP                                   | Christopher Sheppard       | 1 271                   | 3,40                    |
|                            |                                        |                            |                         |                         |
| Iscritti                   | Iscritti                               | Iscritti                   | 76 248                  | 100,00                  |
| ↳ Votanti (% su iscritti)  | ↳ Votanti (% su iscritti)              | ↳ Votanti (% su iscritti)  | 37 362                  | 49,00                   |
| ↳ Astenuti (% su iscritti) | ↳ Astenuti (% su iscritti)             | ↳ Astenuti (% su iscritti) | 38 886                  | 51,00                   |
|                            |                                        |                            |                         |                         |
|                            | Esito: collegio confermato a Laburista |                            |                         |                         |

## Risultati dei referendum

### Referendum sulla permanenza del Regno Unito nell'Unione europea del 2016
|             | Collegio | Lasciare UE % | Rimanere in UE % |
| ----------- | -------- | ------------- | ---------------- |
|             | Thurrock | 70,2%         | 29,8%            |
| Inghilterra | 53,3%    | 46,7%         |                  |
| Regno Unito | 51,9%    | 48,1%         |                  |